# ایوالد آندره دوپونت
ایوالد آندره دوپونت (آلمانی: E. A. Dupont؛ ۲۵ دسامبر ۱۸۹۱ – ۱۲ دسامبر ۱۹۵۶) یک کارگردان، و فیلم‌نامه‌نویس اهل آلمان بود.
وی کارگردان فیلم‌هایی همچون اقیانوس اطلس و پیکدیلی بوده است.